# منتبلانک
منتبلانک (به اسپانیایی: Montblanc, Tarragona) یک شهرستان در اسپانیا است که در Conca de Barberà واقع شده‌است.

## خصوصیات
منتبلانک ۹۱٫۱۱ کیلومترمربع مساحت و ۷٬۳۸۲ نفر جمعیت دارد و ۳۵۰ متر بالاتر از سطح دریا واقع شده‌است.

## خواهرخوانده
شهر Montblanc خواهرخواندهٔ منتبلانک هست.